# Гендунова Найдан Намжилівна
Найдан Намжилівна Гендуно́ва (нар. 5 січня 1913, Верхній Торей — пом. 21 червня 1984, Улан-Уде) — бурятська радянська актриса. Дружина актора Антропа Ільїна.

## Біографія
Народилася 5 січня 1913 року в улусі Верхньому Тореї (нині Джидинський район Бурятії, Росія). 1932 року закінчила мистецький технікум в Улан-Уде і вступила в трупу Бурятського драматичного театру. Член ВКП(б) з 1942 року. З 1950 року працювала у Бурятському драматичному театрі імені Хоца Намсараєва в Улан-Уде. Двічі обиралася депутатом Верховної Ради Бурято-Монгольської АРСР.
Померла в Улан-Уде 21 червня 1984 року, де і похована.

## Творчість
Характерна та комедійна актриса.
ролі у театрі
- Гохон («Ключ щастя» Хоци Намсараєва);
- Балма («Син народу» Гомбожапа Цидинжапова);
- Дарі («Біля витоку джерела» Намжила Балдано);
- Піляй («Хитрий Будамшу» Цирена Шагжина);
- Варвара («Гроза» Олександра Островського);
- Огарнова («Щастя» за Петром Павленком);
- Ковшик («Калиновий гай» Олександра Корнійчука).

ролі у кіно
- епізод («Випадок в тайзі», 1953);
- Шабганса («Пора тайгового проліска», 1958);
- стара («Люди блакитних річок», 1959);
- епізод («Захар Беркут», 1971);
- епізод («Великий самоїд», 1981);
- тунгуска, подруга Дар'ї («Прощання», 1982).

## Відзнаки
Нагороджена орденами Трудового Червоного Прапора та «Знак Пошани»;
почесні звання
- Заслужена артистка РРФСР з 1940 року[1];
- Народна артистка РРФСР з 1957 року.